# Рубцовская набережная
Рубцо́вская на́бережная — набережная, расположенная на правом берегу Яузы в Басманном районе Москвы между Госпитальным и Электрозаводским мостами.

## Происхождение названия

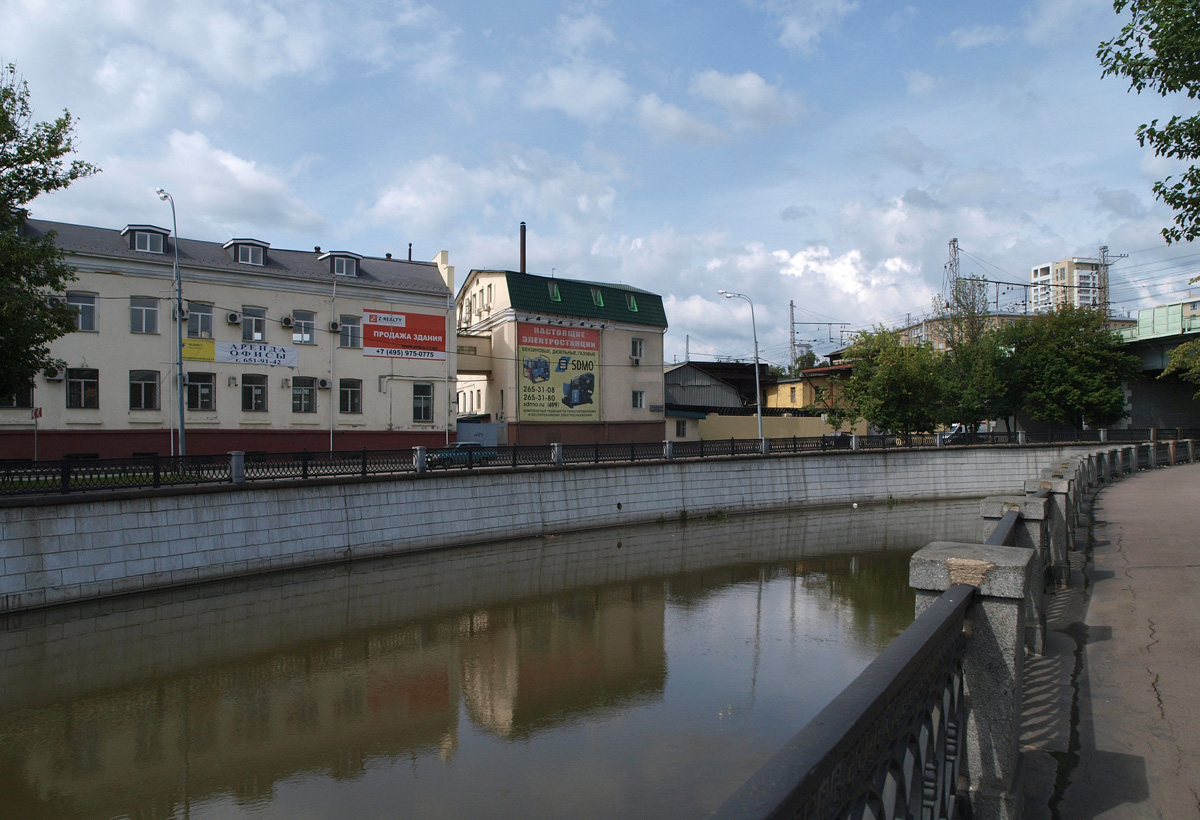
Старые фабричные корпуса у Электрозаводского моста.

До 1922 года — Покровская набережная. Оба названия связаны с существовавшим здесь селом Рубцово-Покровское. Село первоначально известно как Рубцово; в первой четверти XVII в. здесь располагался загородный дворец царя Михаила Федоровича, по велению которого в 1626 году был построен храм Покрова Пресвятой Богородицы в память об освобождении Москвы от иноземных захватчиков, и село стало называться Покровское, или Рубцово-Покровское.

## Описание

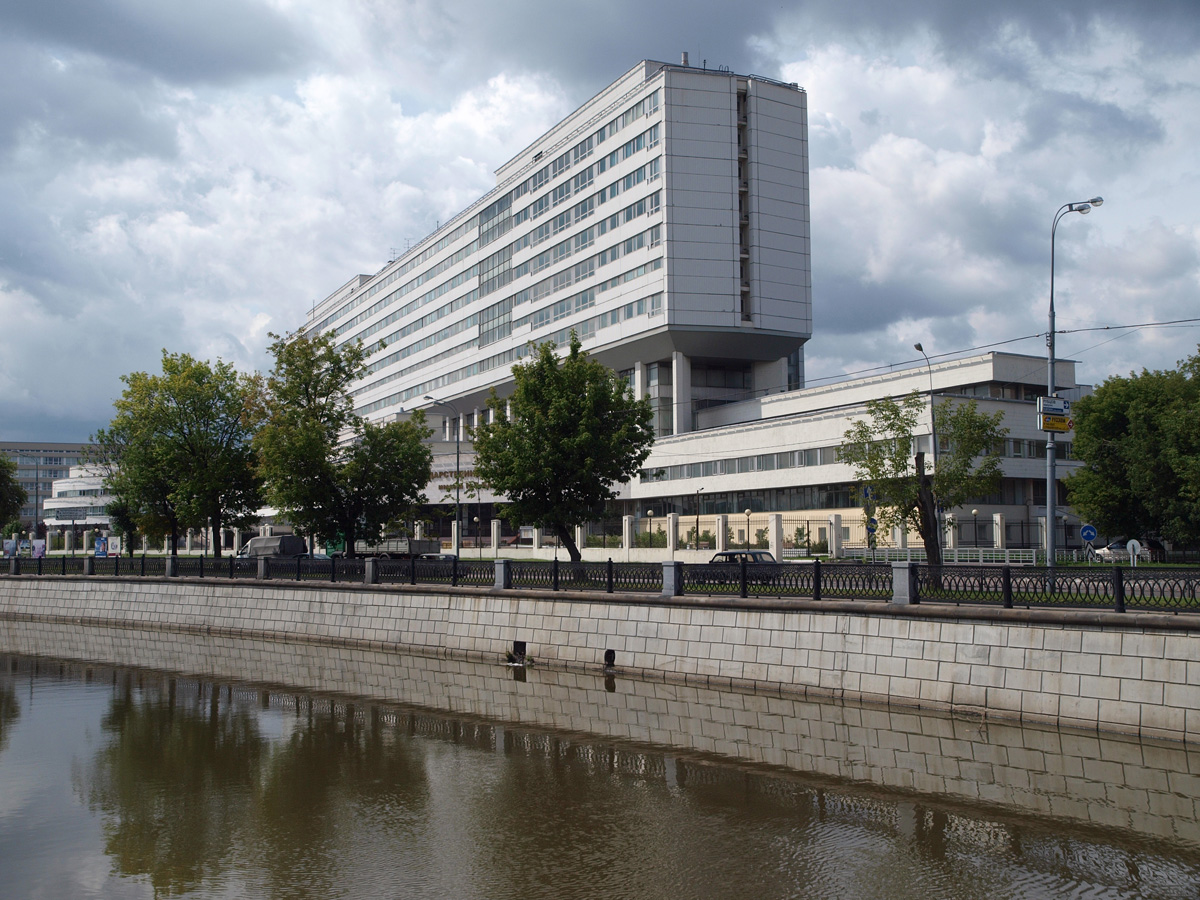
№ 2/18. Учебно-лабораторный корпус МГТУ Баумана.

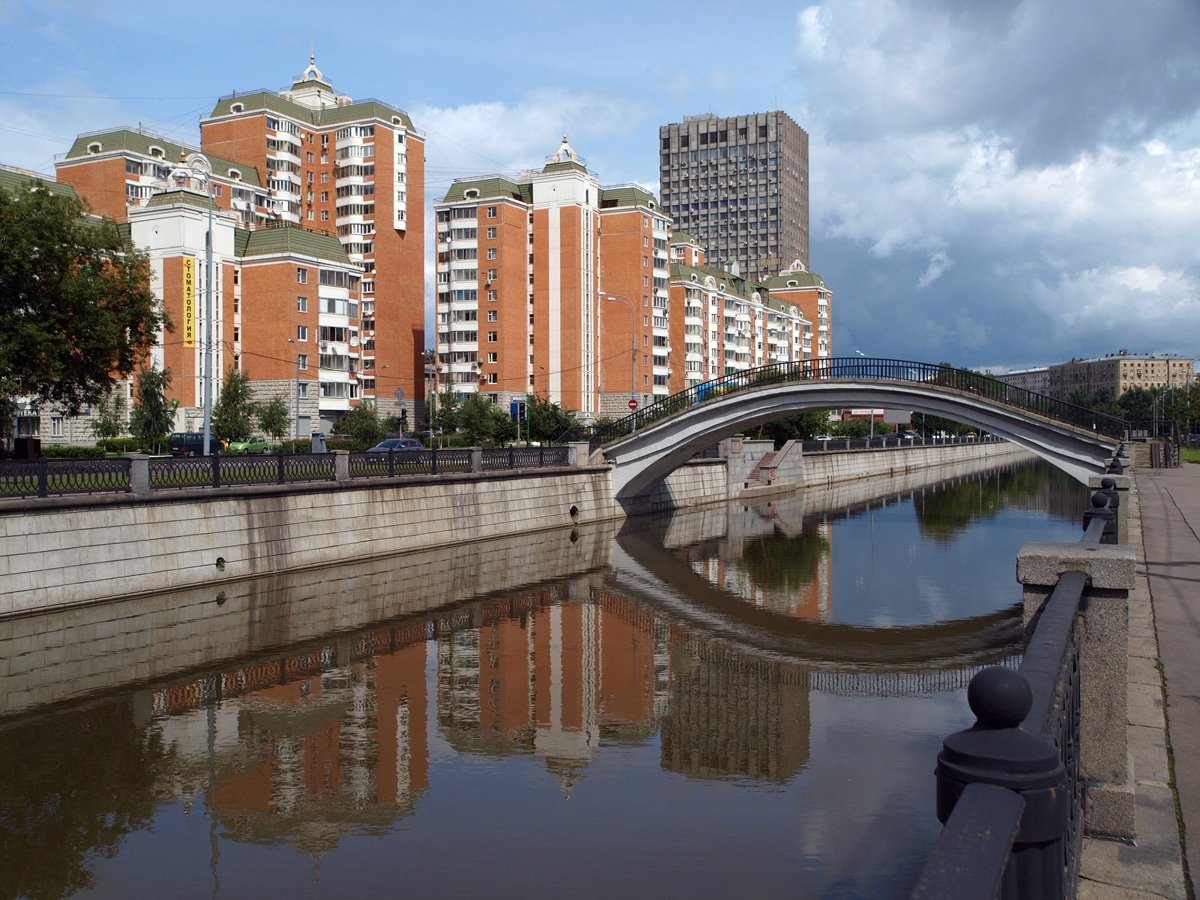
№ 4, корпуса 1 и 2. Рубцов мост.

Рубцовская набережная расположена на правом берегу Яузы. Вверх по течению реки она переходит в Русаковскую набережную, а вниз — в Лефортовскую. Нумерация домов ведётся от Лефортовской вверх по течению. К ней примыкают Госпитальный переулок, Рубцов переулок и улица Новая Дорога. По оси улицы Новая Дорога находится пешеходный Рубцов мост, соединяющий два участка дороги. Напротив находятся Госпитальная и Семёновская набережные.

## Здания и сооружения
В 2022 году построен пешеходный мост через Яузу в составе ТПУ «Электрозаводская», соединяющий набережную с Семёновской набережной.
- № 2/18 — Учебно-лабораторный корпус и Дом культуры Московского государственного технического университета им. Н. Э. Баумана (1978—1900-е, архитектор Ю. Н. Шевердяев)[1];
- № 3, строение 1 — Международный институт экономики и права;
- № 3 — Всероссийский научно-исследовательский и конструкторский институт деревообрабатывающего машиностроения.